# دلیر کوزیایف
دلیر کوزیایف (روسی: Далер Адьямович Кузяев؛ زادهٔ ۱۵ ژانویهٔ ۱۹۹۳) بازیکن فوتبال اهل روسیه است.
از باشگاه‌هایی که در آن بازی کرده‌است می‌توان به باشگاه فوتبال احمد گروزنی و باشگاه فوتبال زنیت سن پترزبورگ اشاره کرد.
وی همچنین در تیم ملی فوتبال روسیه بازی کرده‌است.